# Aló!
Aló! es el quinto álbum de estudio del cantautor Chileno Pedropiedra, lanzado por el sello independiente Quemasucabeza el 13 de marzo de 2020. La producción estuvo a cargo de Cristian Heyne (quien trabaja por primera vez con el solista).
Se grabó en los estudios de Cristian Heyne y Fernando Herrera. A diferencia de sus antecesores, en Aló! las canciones cuentan con un sonido simple, desarrollan ritmos urbanos encabezados por beats, el bajo y pocos acordes, y la guitarra tiene momentos específicos. Las letras abordan historias ficticias, sentimientos de amor, visiones paranormales y críticas sociales.

## Antecedentes
Tras la publicación de su álbum Ocho y Bomba nuclear —un EP de cuatro canciones suyas al estilo cumbia—, Pedro empezó a escribir canciones para un nuevo disco. Paralelamente, luego de seis años como baterista, salió de la banda musical del programa de televisión chileno 31 minutos. Su última presentación junto a la serie de títeres fue en una gira por Buenos Aires, el 21 de abril de 2018. También fundó el supergrupo Pillanes junto a los hermanos Pablo y Felipe Ilabaca, y Mauricio y Francisco Durán. El conjunto grabó un disco en la ciudad de Valparaíso durante abril de 2018 y lo estrenó el 9 de noviembre del mismo año.

## Composición y grabación
Para este trabajo Pedro acudió al músico Cristian Heyne para producirlo. Pese a tener algunas canciones sobre lo que sería un próximo disco, Heyne pidió que le enviara una canción por día para poder elegir, concluyendo con un número aproximado de cuarenta ideas. La única canción que quedó de las maquetas originales de Pedro fue «Quinta costa», una canción que venía presentando en las giras de su disco Ocho, pero que no había grabado hasta entonces. El resto de canciones fueron desarrolladas entre él y Heyne.
Los planes originales del disco estaban en invitar a la cantante Mon Laferte para colaborar en una canción. Sin embargo, esta no pudo hacerlo por impedimento de su sello. La base de la colaboración quedó abandonada, hasta que Heyne le propuso a Pedro reescribirla, pero esta vez con una crítica hacia la corrupción política de Chile. De esta forma nace la canción «Aló!», la última que terminaron. Para «Sueños por cumplir» Heyne inivtó a Xander —productor de los artistas Pablo Chill-E y Polimá Westcoast—.

## Sencillos y videos
El 26 de octubre de 2018, Pedropiedra lanzó el sencillo «Perder Ganar», como adelanto de un próximo disco. Este trabajo fue masterizado en los estudios Sterling Sound de Nueva York y producido por Cristian Heyne. Sin embargo «Perder Ganar» quedó fuera del disco, y el primer sencillo oficial terminó por ser «Amar en silencio», un tema de corte pop/hip hop que hizo su estreno el 17 de mayo de 2019.
Por cumplir una década como solista, Pedropiedra realizó un concierto en el Teatro Nescafé de las Artes el 12 de julio de 2019. Entre el repaso de las canciones anteriores y las colaboraciones con los artistas Cristóbal Briceño y Gonzalo Yáñez, sube al escenario el músico chileno Álvaro Henríquez. «Barco fantasma» fue el nombre que se le dio a un sencillo que debía ser lanzado en septiembre, por lo que se le pidió al público no filtrar registros todavía. El 6 de septiembre de 2019 salió definitivamente bajo el nombre de «Hipnotizada». La colaboración con Henríquez salió por una invitación de Subercaseaux mediante WhatsApp. Cabe destacar que meses antes Los Tres tocaron en el Lollapalooza Chile 2019 junto a Pedropiedra el tema «Olor a gas».
El 18 de octubre estrena «Perdido en Viña del Mar» como tercer sencillo del disco Aló!. A diferencia de todo su previa carrera musical, este sencillo se caracteriza por desarrollar los estilos dembow y reguetón. La promoción del sencillo fue cancelada ante el estallido social vivido en Chile la noche del mismo día, por lo que, para apoyar y sin ninguna difusión, liberó la canción «Aló!».
El 6 de marzo de 2020 se estrenó el último sencillo antes de la publicación del disco: «Quinta costa». Loretta Castelleto dirigió su videoclip y en él participó su banda de acompañamiento. El 26 de marzo de 2020 se estrenó el video de la canción «En llamas», conservando la estética que su directora, Loretta Castelleto, aplicó en «Quinta Costa».

## Publicación y estreno en vivo
Pedropiedra fue uno de los artistas confirmados para Feria Pulsar 2019, donde daría un concierto y repasaría todos los temas de su disco debut homónimo que cumplía diez años. Dicha edición se realizaría entre el 22 y 24 de noviembre.  Por otro lado, el disco ya estaba confirmado para salir bajo el sello Quemasucabeza en la primera quincena de noviembre. Sin embargo, las protestas en Chile vividas ese mismo día llevaron a cancelar la fecha de Feria Pulsar 2019, y mover el estreno del disco.
El estreno fue anunciado para marzo de 2020, y su presentación en vivo el 20 de junio del mismo año, en un concierto masivo a realizarse en el Teatro Caupolicán. Además de presentar su quinta entrega completa, repasaría su discografía como solista y las bandas en las que estuvo antes. Durante febrero de 2020 se confirmó que el disco contendría 9 canciones, y una colaboración sorpresa además de la existente en el tema Hipnotizada. El álbum salió finalmente el 13 de marzo de 2020, y el día del estreno, Pedro había viajado a México para tocar con su banda Pillanes en el festival Vive Latino. Gracias a esto presentó un pequeño acústico en Ciudad de México.
Durante una entrevista realizada por Felicia Morales y el sello Quemasucabeza anunció que, debido a la pandemia del COVID-19, el concierto en el Teatro Caupolicán tuvo que ser reagendado a favor de los asistentes y el equipo. Finalmente el show se canceló definitivamente y sólo se realizó un streaming donde Pedro y su banda interpretaron en su totalidad en vivo el álbum.

## Portada y título del álbum
El nombre de Aló! surgió durante el estreno del sencillo Amar en silencio, canción en la cual este grito aparece casi al final, y que generó una reacción positiva entre los comentarios y presentaciones en vivo.
La portada original (cuando el disco estaba programado para salir en noviembre de 2019) mostraba a Pedro gritando Aló con un jockey, pero este no quiso sacar el disco con una portada tan colorida luego del estallido social. Sebastián Silva (exintegrante de CHC) le recomendó a un artista llamado Damon, quien hizo la carátula definitiva al escuchar el disco completo. Los elementos que aparecen no significan algo concreto

## Lista de canciones
| N.º | Título                    | Letras                   | Música         | Duración |  |
| 1.  | «Amar en silencio»        | Pedro Subercaseaux       | Subercaseaux   | 3:11     |  |
| 2.  | «Quinta costa»            | Subercaseaux             | Subercaseaux   | 3:11     |  |
| 3.  | «Perdido en Viña del Mar» | Subercaseaux             | Cristián Heyne | 3:20     |  |
| 4.  | «Hipnotizada»             | Subercaseaux             | Subercaseaux   | 3:34     |  |
| 5.  | «Abuela come on»          | Subercaseaux Gepe        | Subercaseaux   | 3:04     |  |
| 6.  | «Aló!»                    | Subercaseaux             | Subercaseaux   | 3:40     |  |
| 7.  | «Sueños por cumplir»      | Subercaseaux             | Xander Heyne   | 3:29     |  |
| 8.  | «Noche en vela»           | Subercaseaux             | Subercaseaux   | 3:40     |  |
| 9.  | «En llamas»               | Subercaseaux Álvaro Díaz | Subercaseaux   | 4:57     |  |

## Créditos
Créditos Aló!
- Cristian Heyne: Producción, grabación, música «Sueños por cumplir» y «Perdido en Viña del mar».

- Fernando Herrera: Grabación, mezcla «En llamas» en Estudionegro.

- Arturo Medina: Mezcla en Turra Music.
- Chris Gehringer: Masterización en Sterling Sound.
- Francisco Holzmann: Masterización «En llamas».
- Álvaro Díaz: Coescritor «En llamas».
- Xander: Música, coproducción y beats en «Sueños por Cumplir»
- Jorge Delaselva: Coros en «Amar en silencio» y «Abuela come on».
- Catalina Rojas: Coros en «Amar en silencio» y «Abuela come on», voz en «Noche en vela».
- Gepe: Coescritor y voz en «Abuela come on».
- Álvaro Henríquez: Guitarras y voz en «Hipnotizada».
- Pedro Subercaseaux: Teclados, bajo, guitarras, percusión, voz, letra y música.
- Rodrigo Santis: Producción ejecutiva.
- Carla Arias: Booking y management.